# Comitè Clandestí Revolucionari Indígena

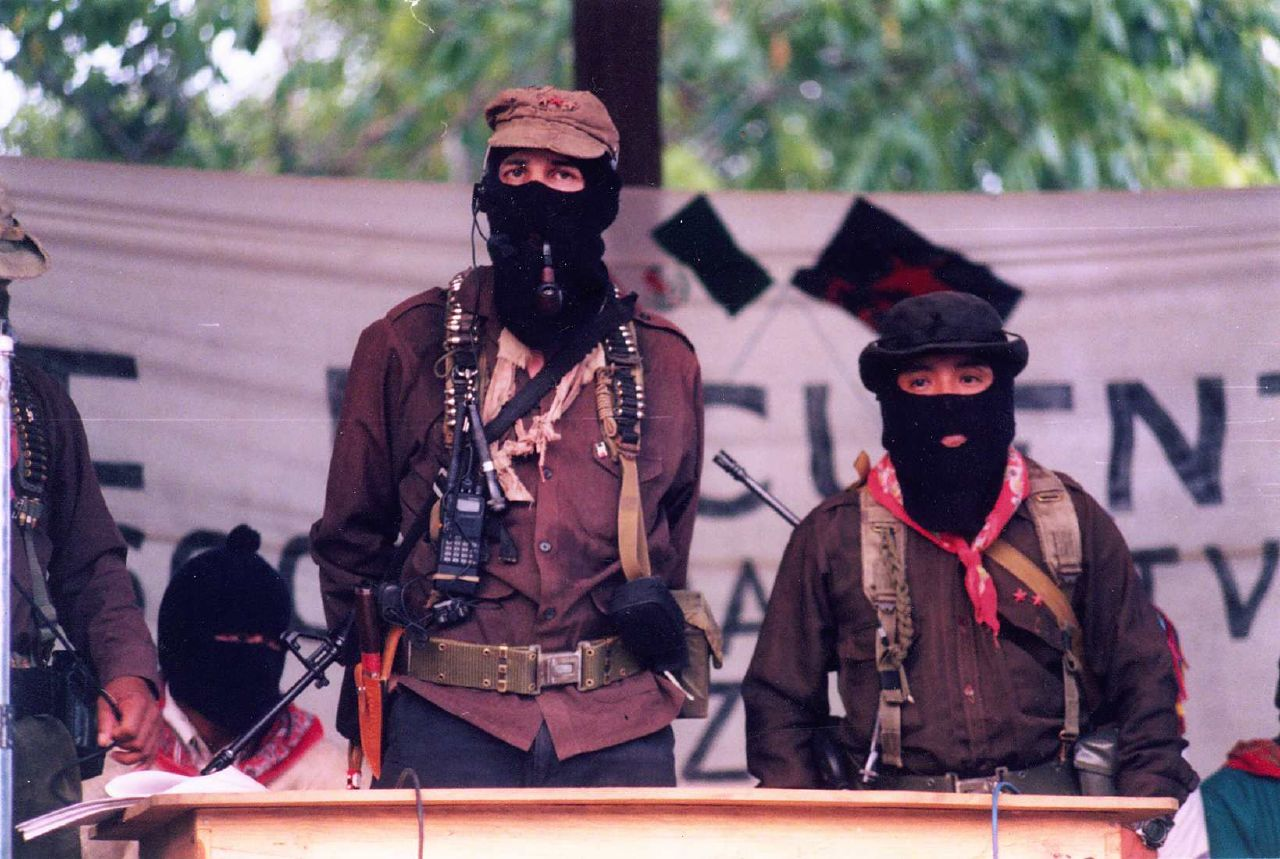
Subcomandant Marcos envoltat pels comandants del CCRI

El Comitè Clandestí Revolucionari Indígena - Comandància General de l'Exèrcit Zapatista d'Alliberament Nacional (CCRI) és el comandament conjunt de l'Exèrcit Zapatista d'Alliberament Nacional (EZLN).
Aquesta direcció col·lectiva de l'EZLN està formada per 23 comandants i el subcomandant primer (Subcomandant Marcos, que actua bàsicament com a portaveu). Aquesta és una de les característiques úniques del Comitè Clandestí Revolucionari Indígena o CCRI.
La majoria dels comandants del CCRI només es coneixen pel seu nom de guerra en tot cas. Els seus noms són: Comandant Brunel, Comandant Abraham, Comandant Alejandro, Comandant Bulmaro, Comandant Daniel, Comandant David, Comandant Eduardo, "Comandanta" Esther, "Comandanta" Fidelia, Comandant Filemón, Comandant Gustavo, Comandant Isaías, Comandant Ismael, Comandant Javier, Comandant Maxo, Comandant Míster, Comandant Moisés, Comandant Omar, "Comandanta" Ramona†, Comandant Sergio, "Comandanta" Susana, Comandant Tacho, "Comandanta" Yolanda, Comandant Zebedeo.
Les dones en el Comitè Clandestí Revolucionari va exigir dret a l'educació, justícia, democràcia, vida sense pobresa, i el dret a ser escoltades com a dones indígenes. Ramona, comandant i figura popular d'aquest grup, va parlar en nom de les dones indígenes de Mèxic: "L'exèrcit va destruir aliments i llavors; se'n va endur les eines, i ara ni tan sols podem sembrar. Nosaltres les dones només creurem en la pau si els soldats del govern deixen d'amenaçar-nos, només creurem en les paraules de pau del govern si el seu exèrcit no apunta llurs armes als caps dels nostres fills.".